# Эйсо (король Рюкю)
Эйсо (яп. 英祖 Эйсо, 1229 - 1299) — 4-й король островного государства Рюкю (1260—1299). Основатель династии Эйсо (1260—1349).

## Биография
В 1253—1260 годах Эйсо служил в качестве регента при короле Гихоне. В 1260 году после отречения от власти короля Гихона (1249—1260) Эйсо вступил на королевский престол и стал основателем новой королевской династии. При нем был построен замок Урасоэ, ставший столицей королевства.
В правление Эйсо Окинава оправилась от голода и эпидемий, стабилизировалось экономическое положение государства. Эйсо провёл ряд налоговых и земельных реформа. Остров Окинава был разделён на районы (магири), во главе которых стояли верные королевской власти адзи. Была создана система распределения земли среди верных королю адзи (кубундэн) и введены регулярные налоги с рисовых полей.
При Эйсо королевской власти были подчинены близлежащие острова Кумедзима, Кэрама и Ихэя, которые с 1264 года начали присылать дань королю Рюкю. В 1266 году был отправлен посланец на остров Осима с требованием признания вассальной зависимости от Окинавы.
В правление короля Эйсо королевство Рюкю вступило в дипломатический контакт с Монгольской империей. Монгольский правитель Хубилай-хан, готовившийся к вторжению в Японию, в 1272 году отправил первое посольство на острова Рюкю. Монгольские послы потребовали от короля Эйсо признать верховную власть Хубилая и предоставить ему военную помощь при завоевании Японии. Это требование было отвергнуто. В 1276 году на Окинаву вновь прибыло монгольское посольство с новыми требованиями, которые также были отвергнуты. Монголы вторгались на Рюкю в 1292 и 1297 годах.
При короле Эйсо на остров Окинаву стал проникать буддизм. В 1265 году на остров прибыл японский монах Дзэнкан, который при содействии короля построил храм Гокураку в Урасоэ.
В 1299 году король Эйсо скончался в возрасте 71 года, ему наследовал его сын Тайсэй (1247—1308), правивший в 1299—1308 годах.